# Siergiej Kisielow
Siergiej Iwanowicz Kisielow (ros. Сергей Иванович Киселёв; ur. 27 grudnia 1919 w Sewastopolu, zm. 4 lutego 1945 w Rzepinie) – radziecki pilot myśliwski, Bohater Związku Radzieckiego.
Z pochodzenia Rosjanin. Od 1939 roku służył w Armii Czerwonej i w 1940 roku ukończył szkołę pilotów wojskowych w Odessie. Od czerwca 1941 walczył na froncie II wojny światowej. Był m.in. dowódcą eskadry w 162. Pułku Lotnictwa Myśliwskiego Frontu Zachodniego, w stopniu kapitana. Do września 1943 brał udział w 225 lotach bojowych i 38 walkach w powietrzu, w których strącił 14 maszyn wroga. Za te osiągnięcia otrzymał 4 lutego 1944 tytuł Bohatera Związku Radzieckiego; poza tym został odznaczony Orderem Lenina, dwoma Orderami Czerwonego Sztandaru (21 lutego 1942 i 21 lipca 1943), Orderem Wojny Ojczyźnianej I klasy (27 sierpnia 1943) i medalami. Jego maszyna została zestrzelona podczas lotu zwiadowczego nad Rzepinem, zmarł z odniesionych ran. Został pochowany na honorowym miejscu w kwaterze poległych żołnierzy Armii Czerwonej na cmentarzu Bródnowskim.

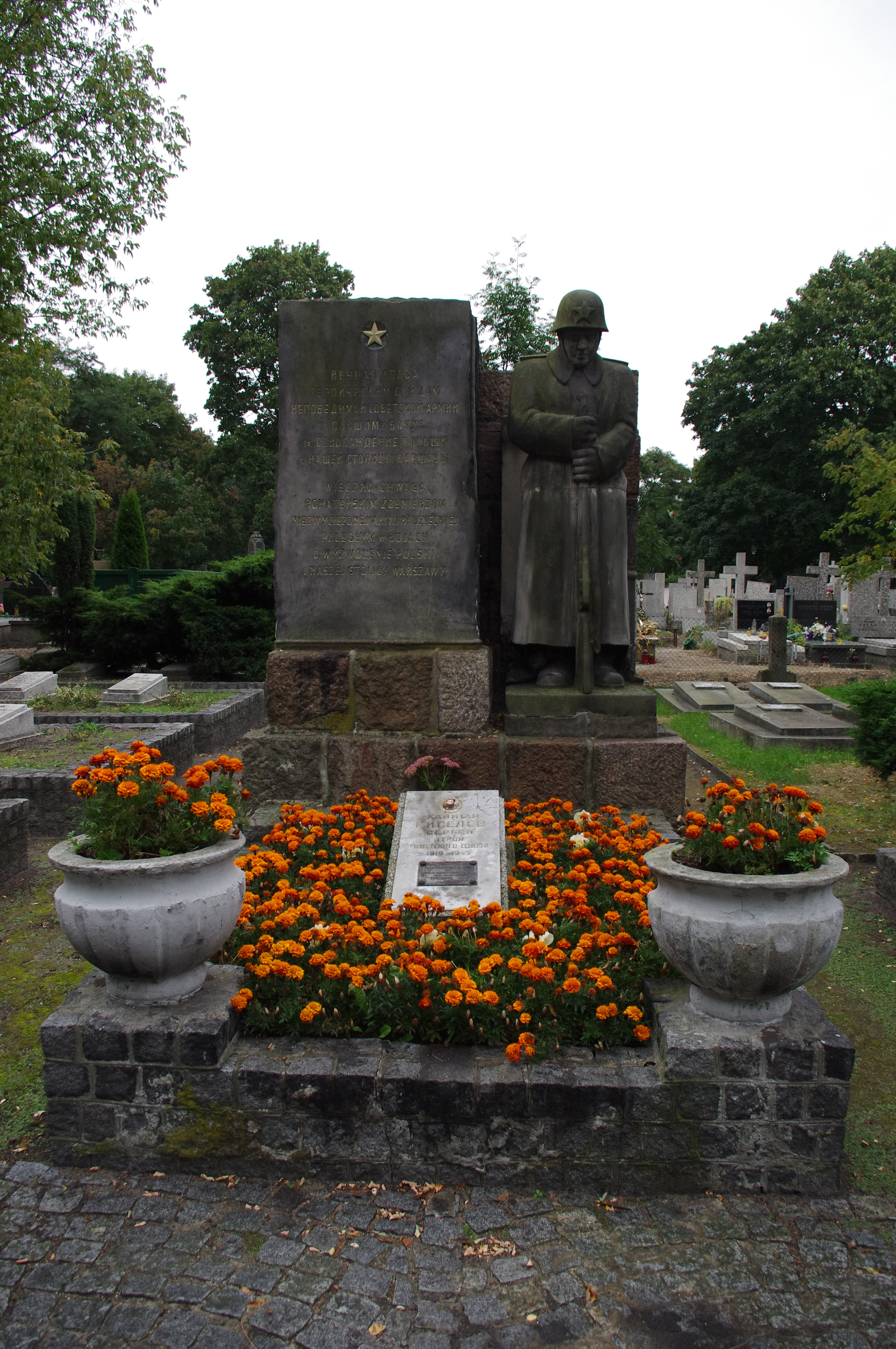
Grób Siergieja Kisielowa w centrum kwatery żołnierzy Armii Czerwonej z widocznym pomnikiem czerwonoarmisty na cmentarzu Bródnowskim w Warszawie
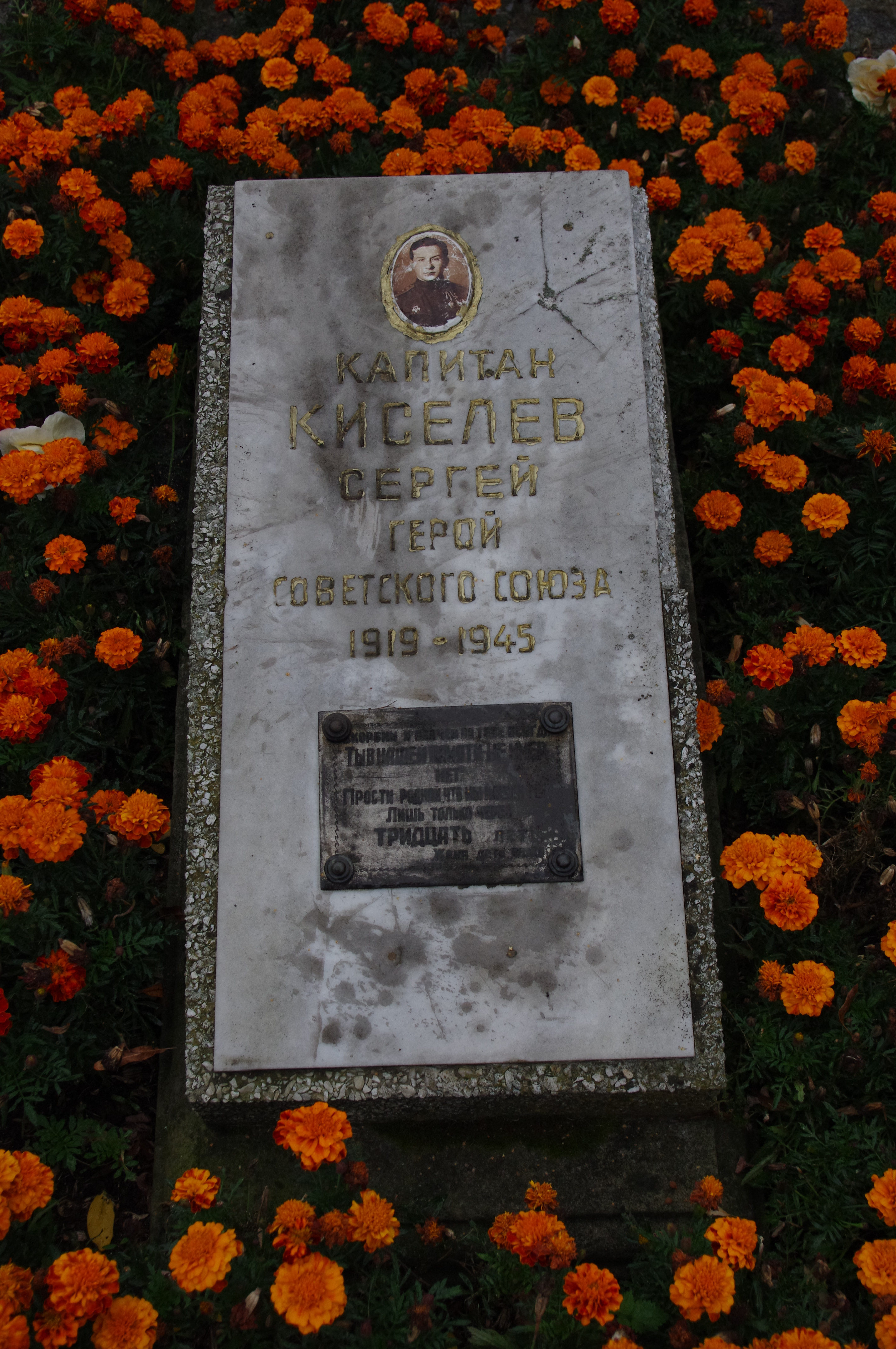
Grób Siergieja Kisielowa na cmentarzu Bródnowskim w Warszawie